# Frances Ondiviela
Frances Ondiviela, nota anche come Pat Ondiviela, all'anagrafe Francisca Ondiviela Otero, detta Paquita, (Las Palmas, 19 maggio 1962), è una modella e attrice spagnola, eletta Miss Spagna nel 1980.

## Biografia
Eletta Miss Spagna a Port-au-Prince in rappresentanza delle Canarie, la diciottenne Francisca Ondiviela, ex ballerina in seguito partecipò anche a Miss Mondo 1980, Miss Universo 1981 e Miss International 1981.
In seguito la Ondiviela si è affermata come attrice, debuttando al cinema nel 1982 nel film poliziesco Jugando con la muerte, diretto da José Antonio de la Loma. Nel 1983 parteciperà a una manciata di altri film, lavorando per registi come Francisco Lara Polop (J.R. contraataca), Paul Naschy (Latidos de pánico), José Ramón Larraz (Juana la Loca... de vez en cuando) e Angelino Fons (El Cid cabreador).
In seguito si dedicherà quasi esclusivamente alle produzioni televisive, in particolare telenovela. Dopo aver debuttato nel 1983 nella miniserie televisiva Las pícaras, nell'episodio La lozana andaluza, diretta da Chumy Chúmez, si specializzerà in telenovela, prendendo parte, tra le altre, a: Semplicemente Maria (Simplemente María) (1989), Un amore di nonno (El abuelo y yo, 1992), María la del Barrio (1996), Luz Clarita (1996-1997), Gata salvaje (2002-2003), La madrastra (2005), Tormenta en el paraíso (2007-2008), Hasta que el dinero nos separe (2009-2010), Rosario (2012-2013).

## Filmografia parziale

### Cinema
- Jugando con la muerte, regia di José Antonio de la Loma (1982)
- J.R. contraataca, regia di Francisco Lara Polop (1983)
- Latidos de pánico, regia di Paul Naschy (1983)
- Juana la Loca... de vez en cuando, regia di José Ramón Larraz (1983)
- El Cid cabreador, regia di Angelino Fons (1983)
- Noche de paz, regia di Ximena Cuevas - cortometraggio (1988)
- Un Rincon Cerca de la Muerte, episodio di Cita con la muerte, regia di Juan Antonio de la Riva (1989)
- Perfume, efecto inmediato, regia di Alejandro Gamboa (1994)

### Televisione
- Las pícaras, regia di Antonio del Real, Francisco Lara Polop, José María Gutiérrez Santos, Chumy Chúmez, Angelino Fons - miniserie TV, episodio 1x05 (1983)
- Un, dos, tres... responda otra vez - serie TV, 42 episodi (1983-1984)
- Semplicemente Maria (Simplemente María) - serie TV, episodio 1x01 (1989)
- Un amore di nonno (El abuelo y yo) - serie TV, 90 episodi (1992)
- María la del Barrio - serie TV, 6 episodi (1996)
- Luz Clarita - serie TV, 104 episodi (1996-1997)
- Gata salvaje - serie TV, 251 episodi (2002-2003)
- La madrastra - serie TV, episodi 1x01-1x04 (2005)
- Tormenta en el paraíso - serie TV, 185 episodi (2007-2008)
- Hasta que el dinero nos separe - serie TV, 119 episodi (2009-2010)
- Rosario - serie TV, 107 episodi (2012-2013)